# Виниченко, Игорь Алексеевич
Игорь Алексеевич Виниче́нко (род. 11 апреля 1984 года в Московской области, СССР) — российский метатель молота. Чемпион России (2007, 2008, 2010).

## Спортивная карьера
Выиграл бронзовую медаль на Летней Универсиаде 2007 в Бангкоке (73,94 м) и занял четвёртое место на Кубке Европы по лёгкой атлетике 2007 на Олимпийском стадионе в Мюнхене (73,54 м).
На чемпионате мира 2009 в Берлине Виниченко занял 12-е место. На чемпионате Европы 2010 в Барселоне Виниченко метнул молот на 74,71 м, что позволило ему занять 8-е место.
Становился чемпионом России в 2007, 2008 и 2010 гг.
27 сентября 2013 года Всероссийская федерация лёгкой атлетики сообщила о положительных допинг-пробах метателя молота Игоря Виниченко, взятых у него на зимнем чемпионате России по длинным метаниям и учебно-тренировочном сборе в Адлере. В обоих случаях тесты показали наличие метаболита «оралтуринабол». В связи с данным нарушением Антидопинговая комиссия ВФЛА приняла решение дисквалифицировать спортсмена на 2 года с 13 марта 2013 по 12 марта 2015, а результат на зимнем чемпионате России (3-е место, 76,20 м) — аннулировать.